# Golf von Cádiz

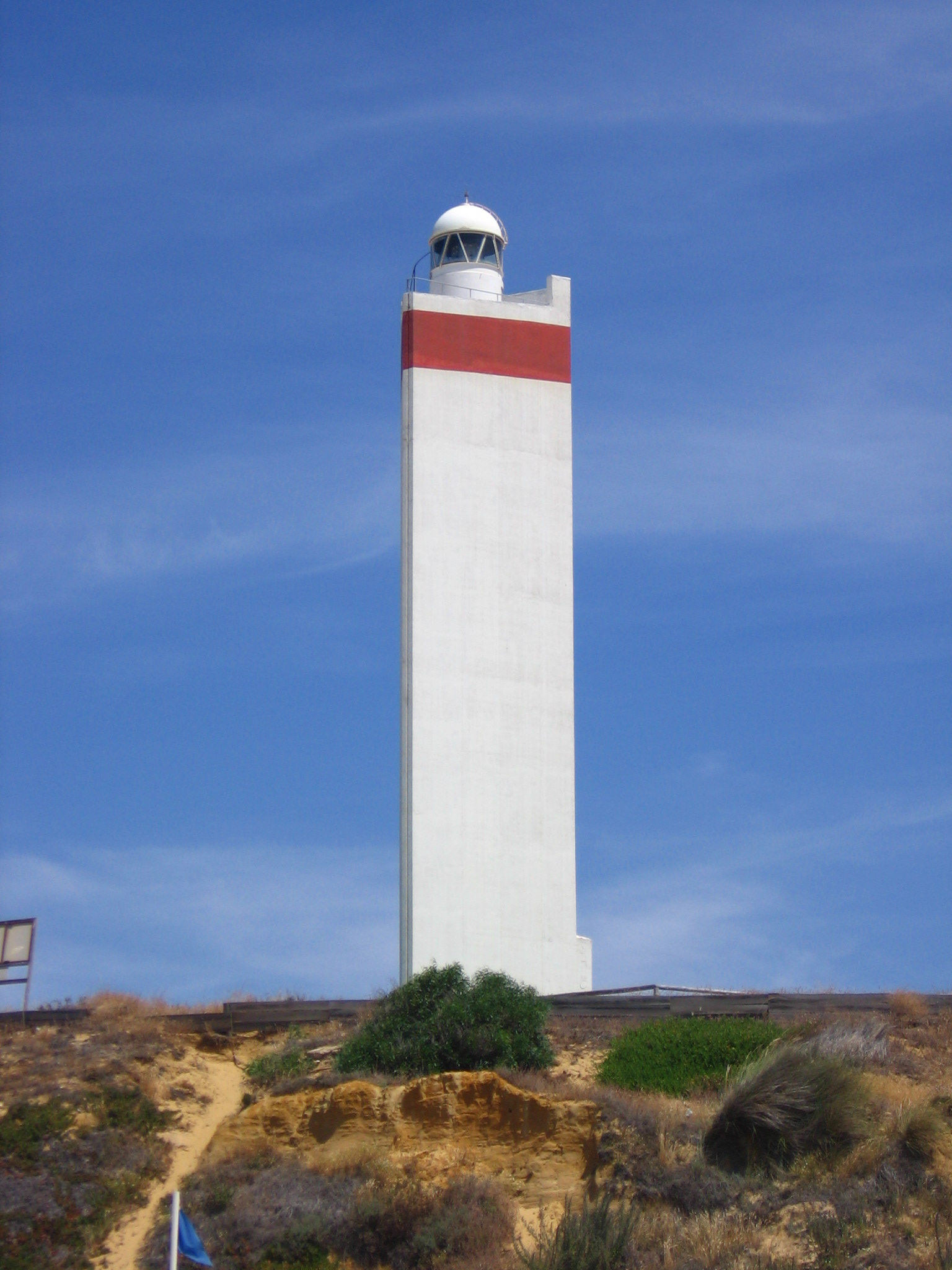
Moderner Leuchtturm in Matalascañas

Der Golf von Cádiz ist eine Meeresbucht des Atlantiks, erstreckt sich von der andalusischen Hafenstadt Cádiz in nordwestliche Richtung bis zum Cabo de Santa Maria, dem südlichsten Punkt der Ilha da Barretta, die zur portugiesischen Stadt Faro gehört. Sie ist in der Hauptsache die Küstenlinie vor dem nach Osten ziehenden Tal des Guadalquivir.
Zwei große Ströme der iberischen Halbinsel münden in den Golf von Cádiz: von Norden der Guadiana (zu großen Teilen Grenzfluss zwischen Spanien und Portugal) sowie der Guadalquivir. Dazwischen münden bei Huelva die kleineren Flüsse Odiel und Río Tinto, ebenfalls von Norden, aus der Sierra de Aracena, herunterfließend.
Zu den Hafenstädten am Golf gehören neben der Provinzhauptstadt Cádiz Puerto Real, der El Puerto de Santa María, von dem aus Christoph Kolumbus zu seinen Entdeckungsfahrten aufgebrochen ist, des Weiteren Rota, Chipiona, Sanlúcar de Barrameda, San Fernando, Huelva, Punta Umbría und Isla Cristina auf spanischer sowie Vila Real de Santo António, Tavira und Olhão auf portugiesischer Seite (von Ost nach West).
Die weiten Sandstrände des spanischen Küstenabschnittes zwischen Cádiz und Gibraltar werden Costa de la Luz genannt. Die Bucht von Cádiz auf der Landseite von Cádiz ist ein Teil des Golfes von Cádiz. Im Westen schließt sich mit und um Faro die Algarve an.
Im Golf von Cádiz existieren mehrere untermeerische Schlammvulkane, darunter der Al Idrisi.